# Полифем, Акид и Галатея
«Полифем, Акид и Галатея» — российский мультипликационный фильм, который создал в 1995 году режиссёр Анатолий Петров.
Фильм участвовал в Тарусе-1997.
По мотивам греческих мифов. Для взрослых.

## Создатели
- Автор сценария и кинорежиссёр: Анатолий Петров
- Художники-постановщики: Людмила Лобанова, Галина Баринова
- Композитор: Шандор Каллош
- Кинооператор: Михаил Друян
- Звукооператор: Владимир Кутузов
- Монтажёр: Наталия Степанцева
- Редакторы:Татьяна Папорова
- Директор съёмочной группы: Нина Соколова

## Озвучивание
- Никита Джигурда — Полифем
- Вадим Курков — Акид
- Татьяна Чернопятова — Галатея
- Армен Джигарханян — Сатир
- Тамара Сёмина — Афродита
- Татьяна Канаева — Эрот